# Saint-Aubin-le-Dépeint
Saint-Aubin-le-Dépeint é uma comuna francesa na região administrativa do Centro, no departamento Indre-et-Loire. Estende-se por uma área de 15,26 km². Em 2010 a comuna tinha 329 habitantes (densidade: 21,6 hab./km²).